# حمید طالقانی
حمید طالقانی (زادهٔ ۱۰ دی ۱۳۴۴ در تهران) بازیگر سینما و تلویزیون و کارگردان اهل ایران است.

## فیلم‌شناسی

### کارگردان
- رهاتر از دریا (۱۳۸۹)
- آشیانه‌ای برای زندگی (۱۳۸۷)

### بازیگر

#### سینما
- بدون اجازه (۱۳۸۹)
- یاس‌های وحشی (۱۳۷۶)
- مردی شبیه باران (۱۳۷۵)
- آخرین مرحله (۱۳۷۴)
- هفت گذرگاه (۱۳۷۴)
- خط آتش (۱۳۷۳)
- سپیدیال (۱۳۷۲)
- بیا با من (۱۳۷۱)
- قربانی (۱۳۷۰)
- آری چنین بود (۱۳۶۷)
- دبیرستان (۱۳۶۵)
- گل‌های داوودی (۱۳۶۳)

#### تلویزیون
- آشیانه‌ای برای زندگی (۱۳۸۷)
- به او بگوئید دوستش دارم (۱۳۷۹)
- به‌آوران زندگی (۱۳۷۸)
- گردن‌بند (۱۳۷۶)